# Manatuto
Manatuto (Vila de Manatuto, Manaluto, tetum Manatutu) ist die Hauptstadt der osttimoresischen Gemeinde Manatuto und des Verwaltungsamts Manatuto. Der Name leitet sich von „Manatutu“ ab, dem Galoli-Wort für „pickende Vögel“.

## Geographie

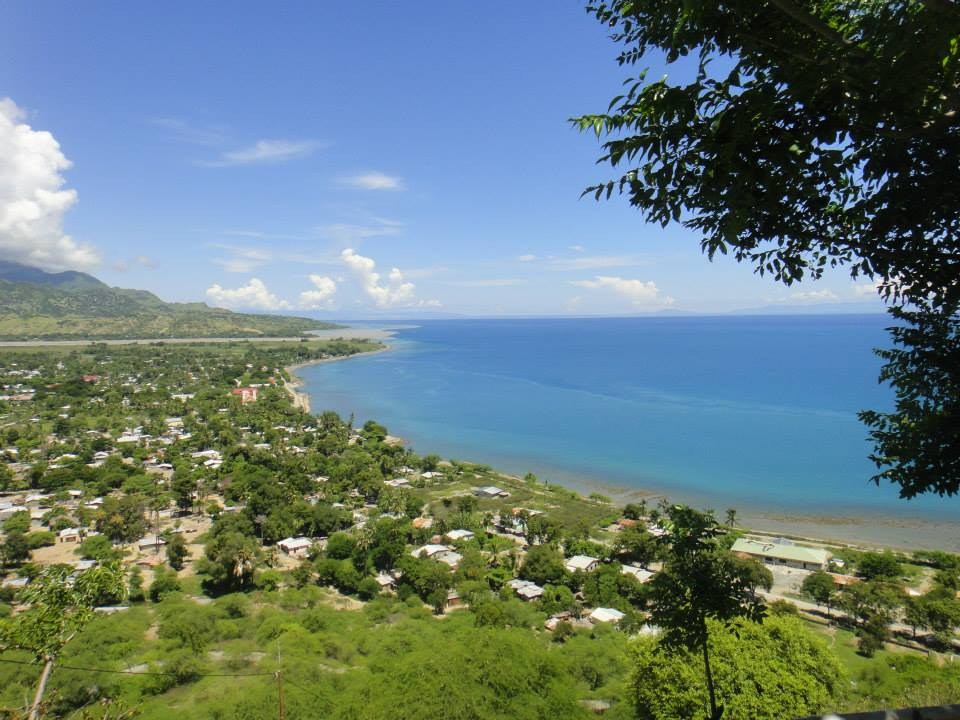
Blick vom Berg Santo António de Manatuto auf die Stadt

Der Ort Manatuto liegt an der Nordküste Timors, an der Straße von Wetar. Westlich der Stadt mündet der Nördlichen Lacló, einer der größten Flüssen Osttimors, in das Meer. Die Landeshauptstadt Dili ist in Luftlinie knapp 50 km entfernt. Auf der der verhältnismäßig gut ausgebauten Küstenstraße sind es 87 km bis Dili und 60 km nach Baucau im Osten. Das Stadtzentrum liegt beiderseits der Grenze der Sucos Aiteas (Osten) und Sau (Westen). Dazu kommen noch zwei Exklaven des Sucos Ailili im Stadtgebiet. Im Osten reicht die Stadt bis in den Suco Ma'abat. Die Stadt besteht aus mehreren Ortschaften, die eng beieinander liegen.
In der Stadt gibt es eine Vorschule, zwei Grundschulen, zwei präsekundäre Schulen und drei Sekundärschulen. Außerdem einen Hubschrauberlandeplatz, ein kommunales Gesundheitszentrum und einen Posten der Nationalpolizei Osttimors. Vier Überlandstraßen treffen in Manatuto zusammen: Aus Laclubar, Laclo, Dili und Vemasse. Die Kirche Santo António de Manatuto stammt aus der portugiesischen Kolonialzeit. Die Pfarrei feierte am 13. Mai 2014 ihr 200-jähriges Bestehen. Das 2017 noch im Bau befindliche Fußballstadion soll den Namen „Estadio Kay Rala Xanana Gusmão“ erhalten.
Der Berg Santo António de Manatuto (8° 31′ S, 126° 1′ O, 81 m), östlich der Stadt, ist ebenfalls dem Schutzpatron der Kirche geweiht. Eine Statue des Heiligen steht auf dem Gipfel des Berges. Im Westen, nahe dem Kreisverkehr der Avenida Coronel Santo António, liegt ein zweiter Hügel. Auf ihm befinden sich neben einer Sendeanlage die Gruta de Santo Antonio Saututun und die Gruta Ina Maria Saututun.
Manatuto ist mit einem durchschnittlichen Jahresniederschlag von nur 565 mm einer der trockensten Orte Timors.

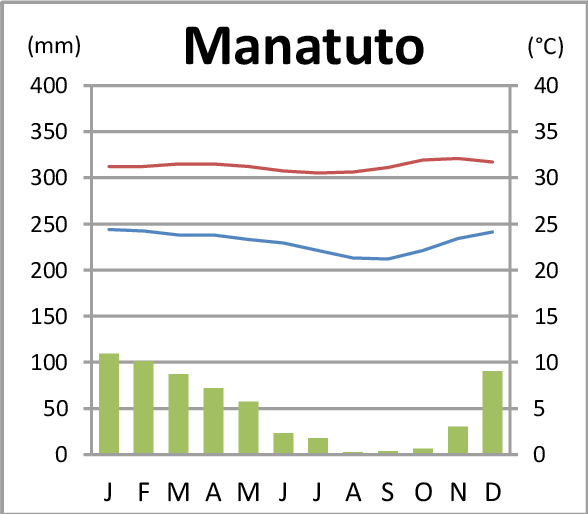
Klimadiagramm von Manatuto

| Ortsteile von Manatuto |                     |      |         |                     |      |
| Orte                   | Position            | Höhe | Orte    | Position            | Höhe |
| Ailili                 | 8° 31′ S, 126° 1′ O | 0 m  | Aiteas  | 8° 31′ S, 126° 1′ O | 0 m  |
| Aitehen                | 8° 31′ S, 126° 2′ O | 21 m | Berato  | 8° 31′ S, 126° 1′ O | 29 m |
| Iun                    | 8° 31′ S, 126° 1′ O | 29 m | Ma'abat | 8° 31′ S, 126° 1′ O | 29 m |
| Manatuto               | 8° 31′ S, 126° 1′ O | 0 m  | Sau     | 8° 31′ S, 126° 1′ O | 0 m  |

- Klimadiagramm von Manatuto[8]

## Einwohner
In Manatuto leben 4.655 Menschen (2022).

## Geschichte

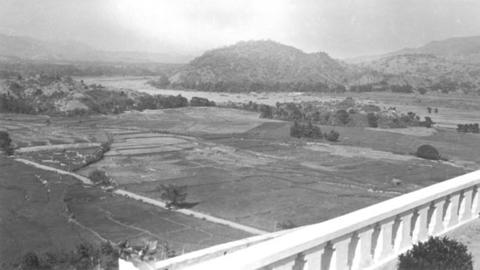
Blick hinab vom Sitz des Kolonialadministrators auf den Nördlichen Lacló (um 1940)

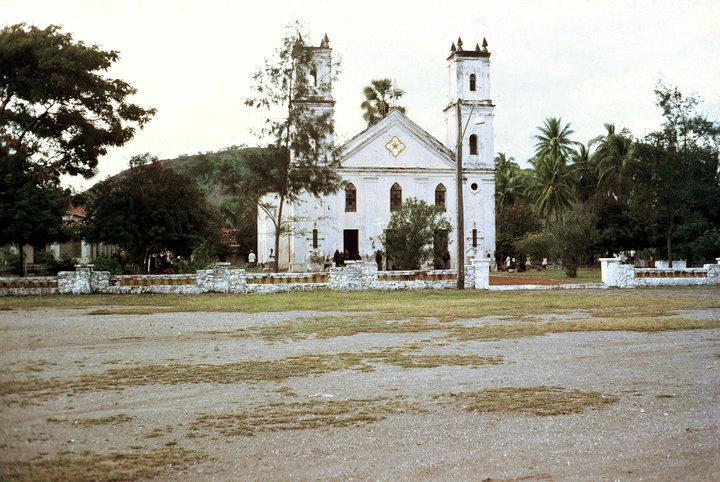
Die Kirche von Manatuto (Juni 1970)

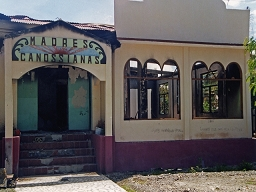
Zerstörte Mission der Canossianerschwestern in Manatuto (Oktober 1999)

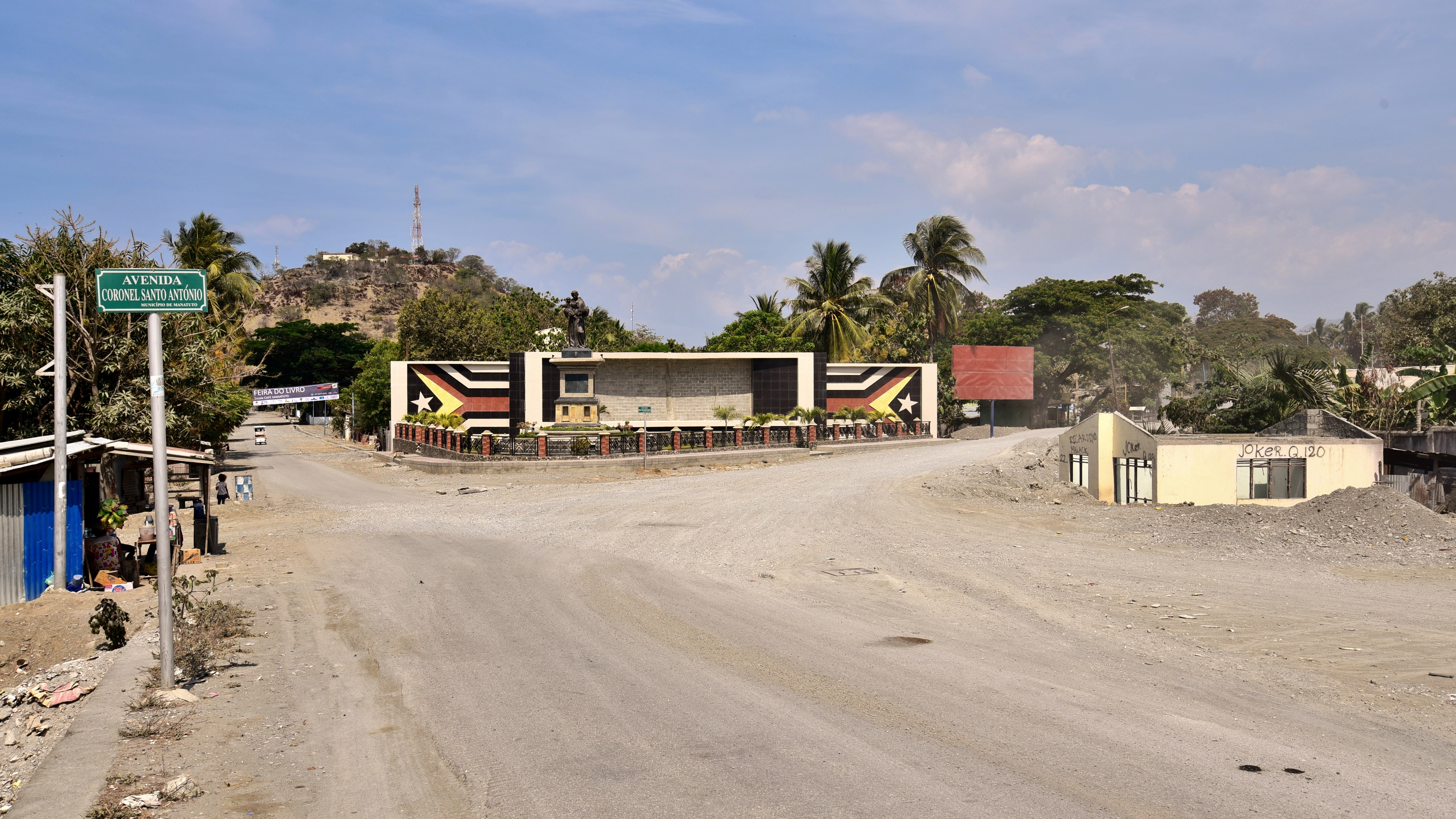
Monument für den heiligen Antonius am Eingang von Manatuto

Mehrere sogenannte Tranqueiras finden sich zwischen den Orten Manatuto und Laclo. Historische, steinerne Wehranlagen, die früher wohl zum Schutz von Siedlungen dienten. Zwei von ihnen liegen im Stadtgebiet von Manatuto auf dem Hügel Iliheu Tatua. Jene am Nordhang trägt den Namen des Hügels. Die Anlage auf dem Gipfel heißt Sau Huhun. Auf Sau Huhun wurde später (je nach verschiedenen Angaben) der Sitz des lokalen Kolonialadministrators oder eine Pousada errichtet. Heute stehen hier nur noch Ruinen.
Manatuto war eines der traditionellen Reiche Timors, die von einem Liurai regiert wurden. Es erscheint auf einer Liste von Afonso de Castro, einem ehemaligen Gouverneur von Portugiesisch-Timor, der im Jahre 1868 47 Reiche aufführte. Noch bis 1668/69 hatten Händler aus Makassar hier einen großen Einfluss.
1670 gründeten Franziskaner in Manatuto eine Mission. Dem Dominikaner Manuel de Santo António gelang um 1700 die Bekehrung des Liurais von Manatuto. 1730 schloss Gouverneur Pedro de Melo mit dem Liurai ein Bündnis. 85 Tage lang war Melo von 15.000 feindlichen Kriegern in Manatuto belagert, bis ihm der Ausbruch am 13. Januar 1731 gelang. Gouverneur Pedro de Rego Barreto da Gama e Castro errichtete in Manatuto im selben Jahr eine Garnison. Hier entstand 1747 das zweite Priesterseminar Timors nach dem 1742 gegründeten Seminar in Oecusse. 1752 wurde eine katholische Kirche errichtet. Neben Laclo wurde Manatuto zu einem christlichen Zentrum in der Region. Von 1769 bis 1877 hatte der Bischof für die Kolonie seinen Sitz in Manatuto anstatt in der Hauptstadt Dili.
Gouverneur Feliciano António Nogueira Lisboa (1788 bis 1790) geriet in Streit mit dem Mönch Francisco Luis da Cunha, dem Vertreter der katholischen Kirche in Manatuto. Beide beschuldigten sich gegenseitig unter anderem der Raubüberfälle und dem Diebstahl von Zolleinnahmen. Um den Gouverneur loszuwerden, wiegelte der Mönch die Einwohner Manatutos zur Rebellion auf. Christianisierte Timoresen drohten die Revolte auf ganz Belu auszudehnen. Schließlich griff der Vizekönig von Goa durch, ließ beide Männer verhaften und von Timor ausweisen. Der neue Gouverneur Joaquim Xavier de Morais Sarmento (1790 bis 1794) brachte die Lage wieder unter Kontrolle.
Ende des 19. Jahrhunderts war Pater Manuel Maria Alves da Silva der katholische Pfarrer in Manatuto. Hier befasste er sich als Erster wissenschaftlich mit der Sprache Galoli.
Am 31. Dezember 1975 landeten während der Invasions Osttimors indonesische Truppen in Manatuto. In der Stadt gab es Ende 1979 ein indonesisches Umsiedlungslager für Osttimoresen, die zur besseren Kontrolle von den indonesischen Besatzern umgesiedelt werden sollten. Bei der indonesischen Operation Donner 1999 blieb auch Manatuto nicht von Zerstörungen verschont.
Am 5. April 2007 kam es in den Außenbezirken Manatutos im Vorfeld der Präsidentenwahl zu einem schweren Zwischenfall. Etwa tausend FRETILIN-Anhänger wurden auf einer 300 m langen Brücke von 20 UN-Polizei und 25 neuseeländischen Soldaten der ISF gestoppt, da sich unter den Parteianhängern etwa 50 mit Macheten Bewaffnete befanden. Sie wurden entwaffnet, doch als sie passiert hatten, wurden sie von etwa 600 Oppositionsanhängern gestoppt, die eine Straßenbarrikade errichteten. Diese beschossen die FRETILIN-Anhänger mit Stahlpfeilen und warfen Steine. Die Polizeikräfte zogen sich daraufhin aufgrund der zu großen Gefahr in ihre Fahrzeuge zurück, während die FRETILIN-Anhänger auf der Brücke zwischen den Angreifern auf der einen Seite und den eigenen Fahrzeugen auf der anderen Seite auf der Brücke eingekeilt waren. Die Polizei feuerte Warnschüsse ab, während sich 16 Soldaten zwischen die Gruppen stellte. Auch Tränengas wurde eingesetzt. Nach zwei bis drei Stunden kamen australische Soldaten und portugiesische Polizisten als Verstärkung und räumten die Straßensperre, so dass die FRETILIN-Anhänger passieren konnten.
Am 28. Mai 2019 brannte abends, durch einen elektrischen Kurzschluss ausgelöst, der gesamte Markt von Manatuto ab.
Herrscher von Manatuto
- Malleas (Ama Leas) (1668–1677)
- Dom Domingos Soares (1703–1719)
- Dom António Soares (1720–1726)
- Dom José (?–1758)
- Dom Mateus Soares (etwa 1769–1815)
- Manuel Pereira da Costa (1849)
- Dona Aurelia Soares (1854)
- Mateus Vieira Godinho (1855–1856)
- Dom Luís Soares (etwa 1870–1879)
- Dona Rita (1879; gestorben 1895)
- Dom Mateus Frederico dos Reis Soares (1880–1888)
- Dom António Guterres (1893)
- Dom João Soares (1896)
- Dom Joaquim Guterres (20. Jahrhundert)
- Dom José Guterres (20. Jahrhundert) (Bruder)

## Kultur

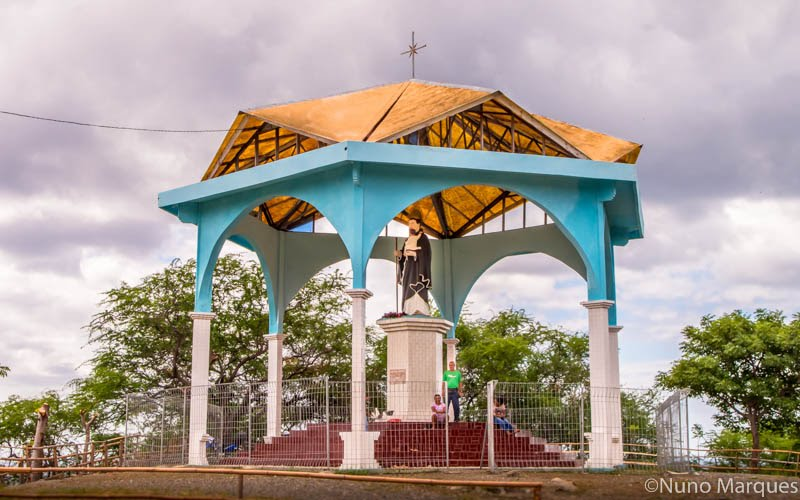
Eine Antoniusstatue in Manatuto

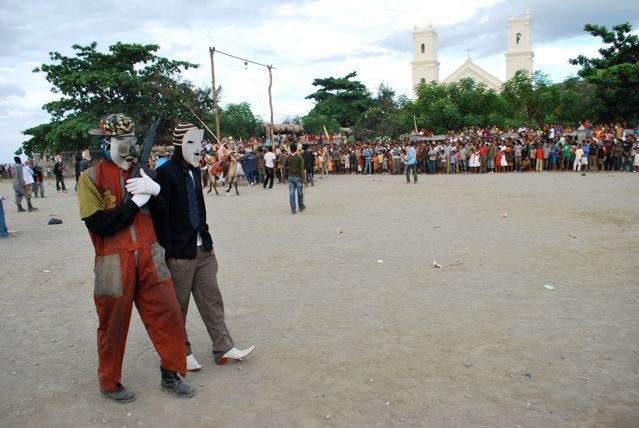
Männer beim Antoniusfest in Manatuto vor der Kirche Santo António de Manatuto (2013)

Der heilige Antonius hat seit der Kolonialzeit eine große Bedeutung für Manatuto, so dient er als Namenspatron der Kirche und des Hausberges. Er soll hier eine größere Bedeutung als Jesus haben. Gegenstand der Verehrung ist eine Antoniusstatue, die den Namen „Amu Deus Coronel Santo António“ (deutsch Herrgott Oberst heiliger Antonius)  trägt und der man Wunder nachsagt. Jedes Jahr wird am 13. Juni, dem Namenstag des Heiligen, ein großes Fest gefeiert, das Festa do Coronel Santo Antonio (deutsch Fest des heiligen Oberst Antonius). Männer verkleiden sich als Vogelscheuchen. Teil des Festes sind auch Reiterspiele mit prächtig geschmückten Timor-Ponys. Außerdem treten Moradores und Schulkapellen auf. Die alte Antoniusstatue und andere Figuren werden festlich geschmückt präsentiert.
Zum 200-jährigem Jubiläum der Ankunft der Antoniusstatue in Manatuto 2015 kam der Apostolische Nuntius in Osttimor Joseph Salvador Marino zu Besuch, zusammen mit politischen Würdenträgern aus der Hauptstadt Dili.

Antoniusfest in Manatuto
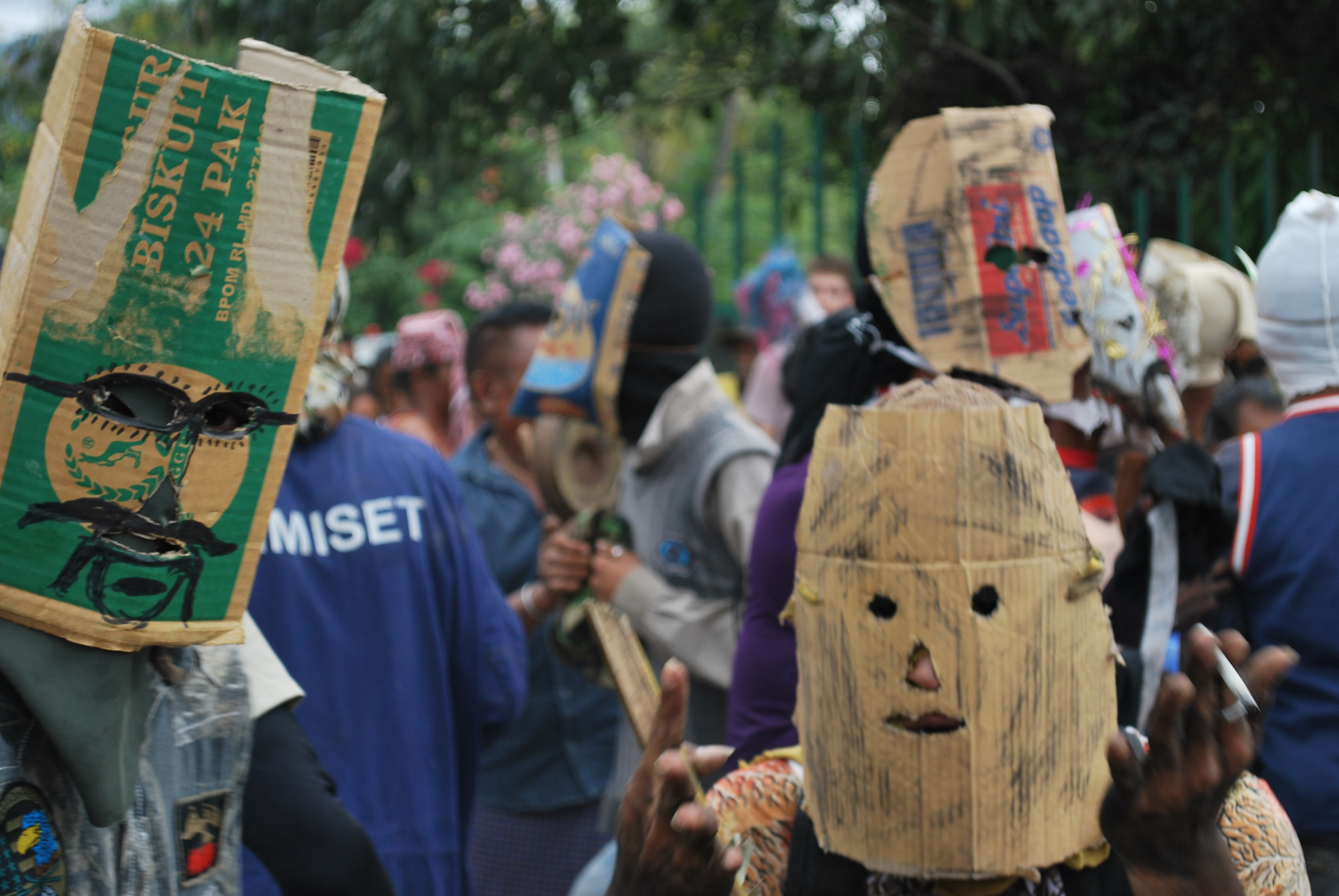
2010 trugen die „Vogelscheuchen“ noch Masken aus Pappe
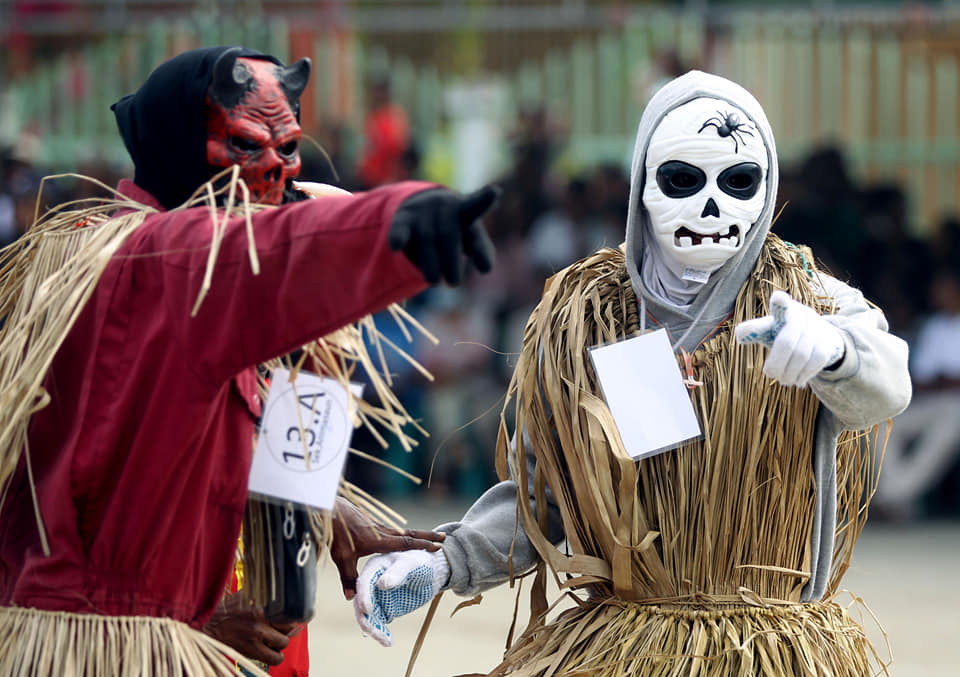
2022 waren gekaufte Horrormasken üblich
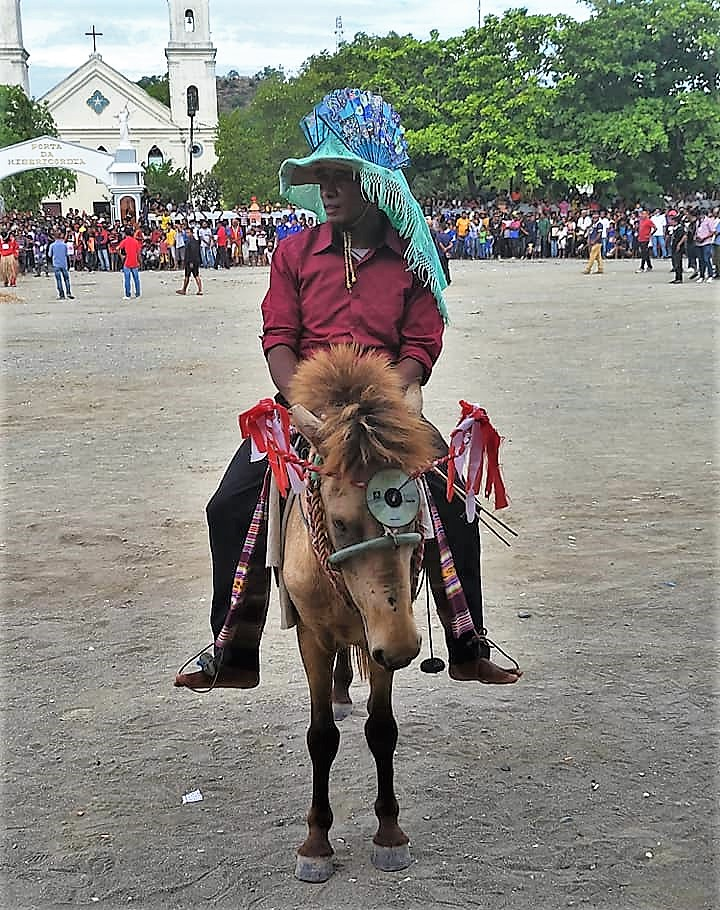
Reiter mit geschmückten Timor-Pony
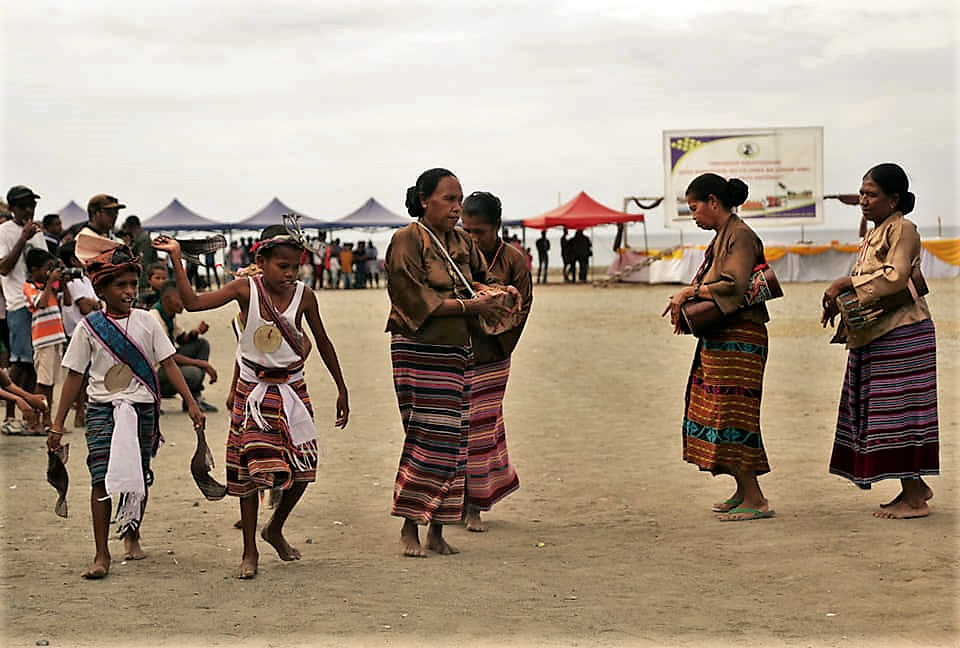
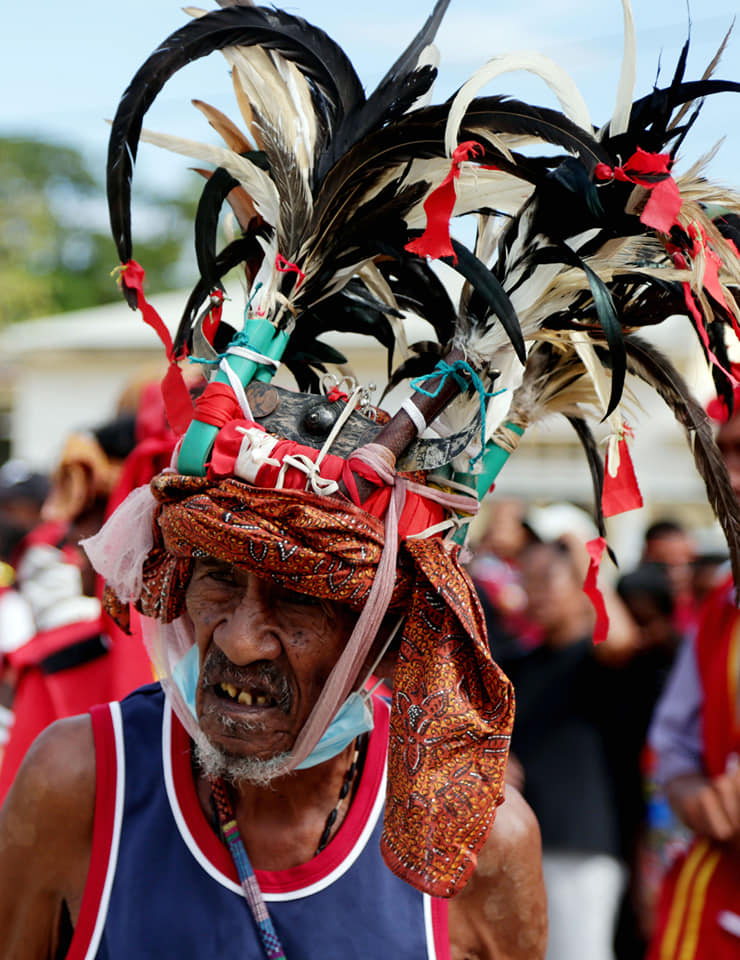
Morador
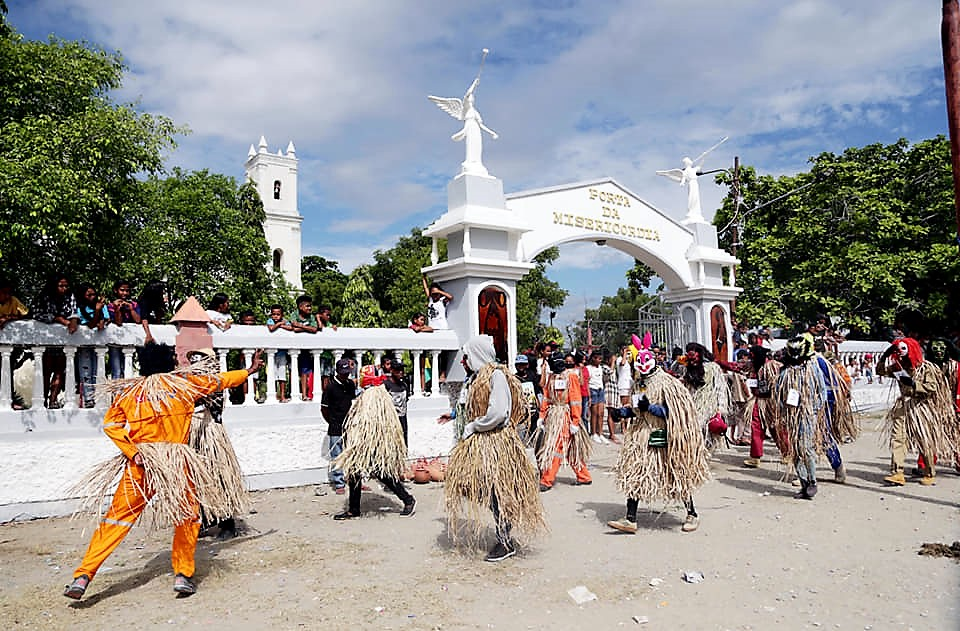
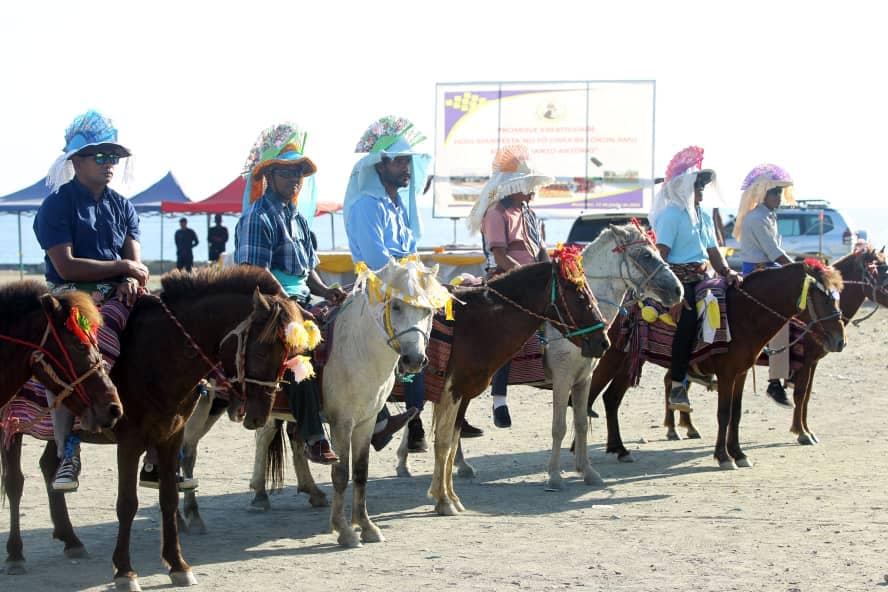
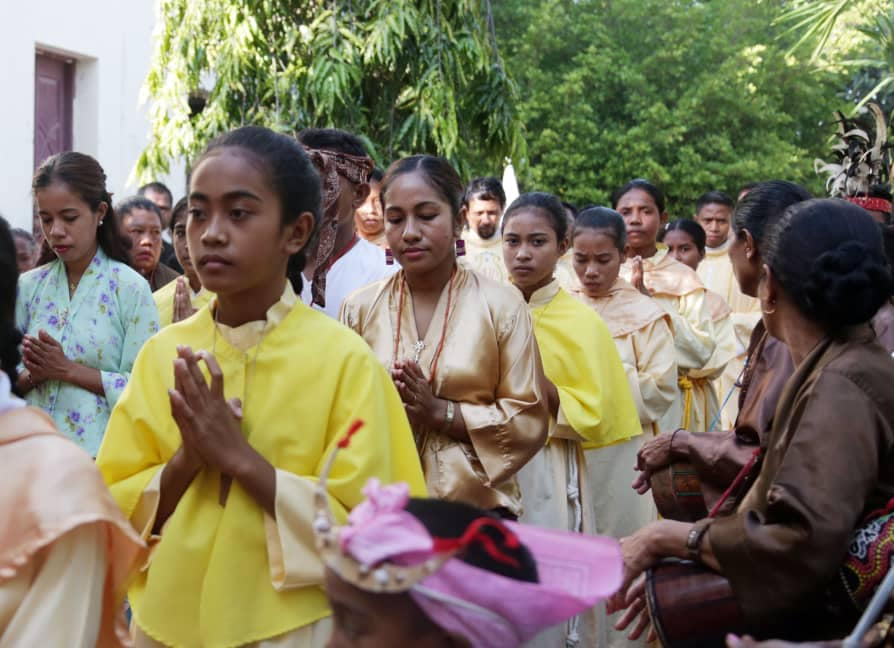
Gottesdienst beim Antoniusfest
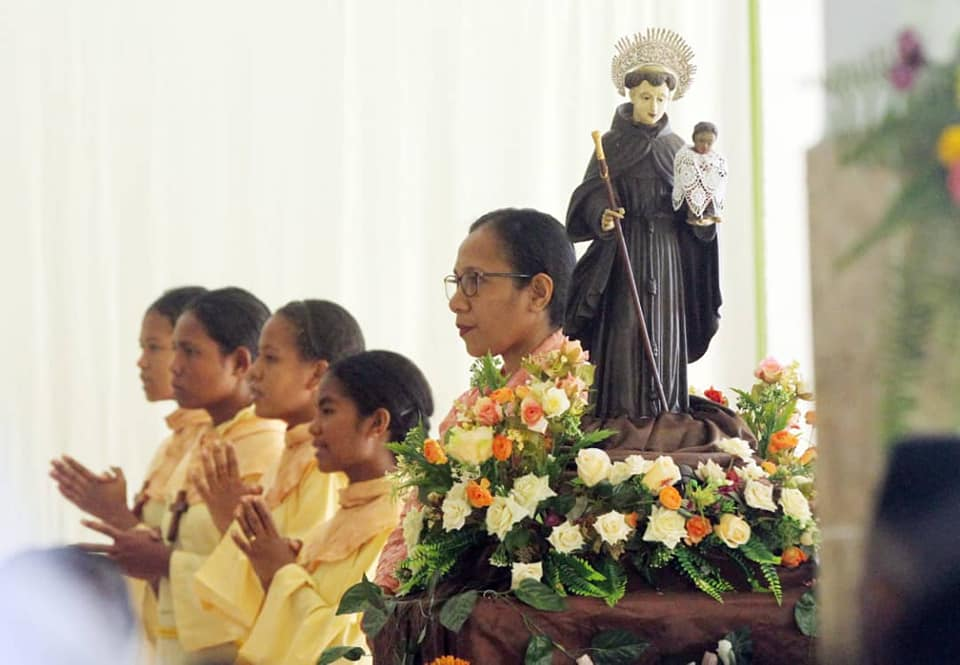
Die verehrte Antoniusstatue
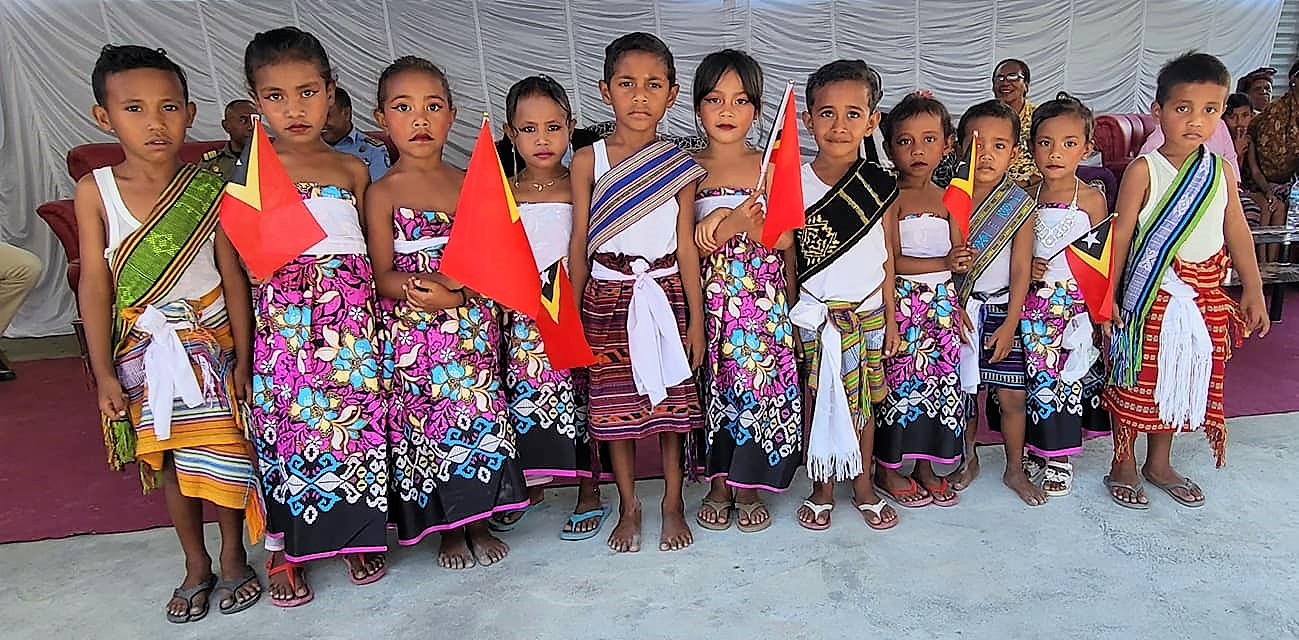
Kinder in der lokalen Tracht
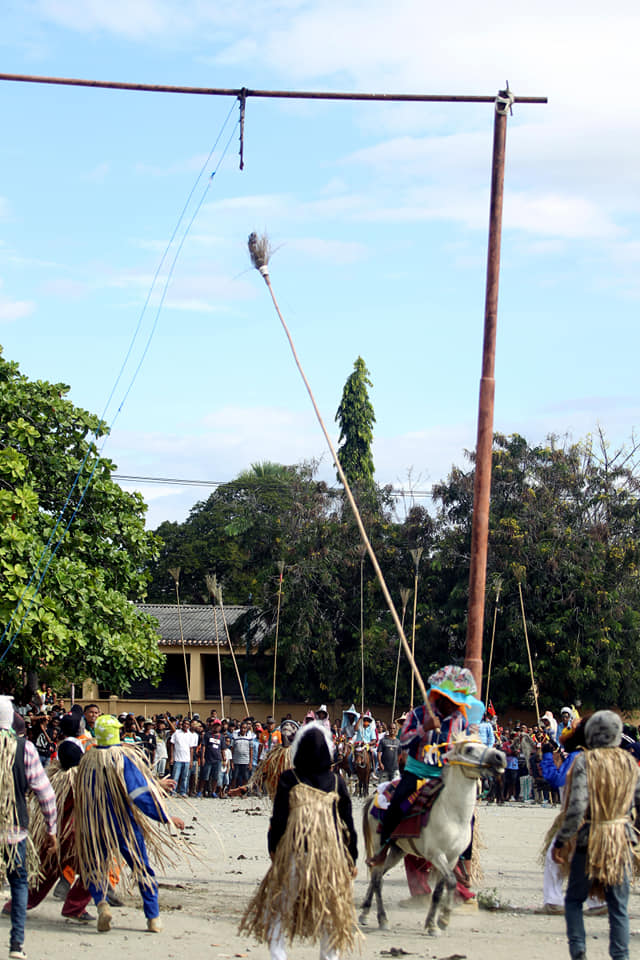
Mit der langen Stange müssen die Reiter einen Topf von dem Gestell herabschlagen

## Sport
Aus Manatuto kommt der Fußballverein Atlético Ultramar, der seit 2015 in der Liga Futebol Amadora spielt.